# Brian Helgeland

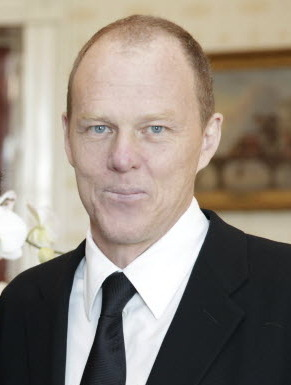
Brian Helgeland, 2013

Brian Helgeland (* 17. Januar 1961 in Providence, Rhode Island) ist ein amerikanischer Drehbuchautor, Filmregisseur und Produzent.

## Leben
Brian Helgeland machte seinen Abschluss an der Loyola Marymount University in Los Angeles. Danach versuchte er sich als Fischer in Neu England, zog aber 1986 nach Los Angeles, um im Filmgeschäft Fuß zu fassen. Seine ersten Sporen verdiente er sich bei der Produktionsfirma New Line, die damals ausschließlich Horrorfilme produzierte. 1988 erschien Nightmare on Elm Street 4, an dessen Drehbuch Helgeland beteiligt war. Im selben Jahr arbeitete er an Robert Englunds Regiedebüt 976-Evil. 1992 erhielt er erstmals alleinigen Drehbuchcredit für den Film Highway zur Hölle. Danach bot ihm Hollywoodproduzent Joel Silver die Mitarbeit an einem Projekt der Wachowski-Brüder an, das später als Assassins – Die Killer mit Sylvester Stallone und Antonio Banderas verfilmt wurde. 1997 gelang ihm der endgültige Durchbruch mit L.A. Confidential, der Adaption des James Ellroy Romans Stadt der Teufel, die ihm unter anderem einen Oscar einbrachte. Im selben Jahr gewann er aber auch eine Goldene Himbeere für das Drehbuch zum Film Postman.
Nachdem Helgeland 1989 sein Regiedebüt für eine Episode von Geschichten aus der Gruft gab, versuchte er sich 1999 an seinem ersten Film. Nach seinem eigenen Drehbuch verfilmte er Payback – Zahltag mit Mel Gibson. Berichten zufolge wurde er aber gegen Ende der Dreharbeiten von Hauptdarsteller Gibson, der etwa 30 % des Filmes nachdrehen ließ, vom Regiestuhl gedrängt. Seine nächste Regiearbeit Ritter aus Leidenschaft erschien 2001. Ein Jahr später adaptierte er den Roman Das zweite Herz von Michael Connelly für Regisseur Clint Eastwood, in dessen Auftrag er ein Jahr darauf Mystic River vom gleichnamigen Roman adaptierte.
Brian Helgeland war des Öfteren als sogenannter Script Doctor tätig. So unter anderem für Postman – wofür ihm die Writers Guild of America aufgrund der umfangreichen Änderungen später sogar einen Credit zusprach – und Die Bourne Verschwörung. Sein Sohn Martin ist Drehbuchautor und verkaufte sein erstes Skript an Legendary Pictures, welches er zusammen mit seinem Sohn exekutive produzieren wird.

## Filmografie (Auswahl)
Drehbuch
- 1988: Nightmare on Elm Street 4 (A Nightmare On Elm Street 4: The Dream Master)
- 1991: Highway zur Hölle (Highway to Hell)
- 1995: Assassins – Die Killer (Assassins)
- 1997: L.A. Confidential
- 1997: Postman (The Postman)
- 1997: Fletcher’s Visionen (Conspiracy Theory)
- 2002: Blood Work
- 2003: Mystic River
- 2004: Mann unter Feuer (Man on Fire)
- 2009: Die Entführung der U-Bahn Pelham 123 (The Taking of Pelham 123)
- 2009: Mitternachtszirkus – Willkommen in der Welt der Vampire (Cirque du Freak: The Vampire’s Assistant)
- 2010: Green Zone
- 2010: Salt
- 2010: Robin Hood
- 2020: Spenser Confidential
- 2024: The Killer

Regie und Drehbuch
- 1999: Payback – Zahltag (Payback)
- 2001: Ritter aus Leidenschaft (A Knight’s Tale)
- 2003: Sin Eater – Die Seele des Bösen (The Order)
- 2013: 42 – Die wahre Geschichte einer Sportlegende (42)
- 2015: Legend
- 2023: Finestkind

## Auszeichnungen (Auswahl)
Oscar
- 1998 – L.A. Confidential (Gewonnen)
- 2004 – Mystic River (Nominiert)

BAFTA Award
- 1998 – L.A. Confidential (Gewonnen)
- 2004 – Mystic River (Nominiert)

WGA
- 1998 – L.A. Confidential (Gewonnen)
- 2004 – Mystic River (Nominiert)

Goldene Himbeere
- 1998 – Postman (Gewonnen)